# جشمة وزان (غويجة بل)
جشمة وزان (بالفارسية: چشمه‌وزان) هي منطقة سكنية تقع في إيران في قسم غويجة بل الریفي. يقدر عدد سكانها بـ 462 نسمة .